# Andrzej Przerwanek
Andrzej Przerwanek (ur. 30 listopada 1895 w Zarzeczu, zm. 27 maja 1920 w Murowej) – sierżant Wojska Polskiego, działacz niepodległościowy, kawaler Orderu Virtuti Militari, rolnik.

## Życiorys
Urodził się 30 listopada 1895 w Zarzeczu, w ówczesnym powiecie rzeszowskim Królestwa Galicji i Lodomerii, w rodzinie Józefa i Marii z Pasternaków.
We wrześniu 1914 z kompanią rzeszowską wstąpił do Legionów Polskich. W czasie I wojny światowej walczył w szeregach 3 Pułku Piechoty.
W czasie wojny z bolszewikami walczył w szeregach 4. kompanii 2 Pułku Piechoty Legionów. Wyróżnił się 26 maja 1920 w walce o folwark Murowa nad Berezyną, na wschód od Czerniewicz. Następnego dnia poległ.

## Ordery i odznaczenia
- Krzyż Srebrny Orderu Wojskowego Virtuti Militari nr 5550 – pośmiertnie 18 września 1922[5][6]
- Krzyż Niepodległości – pośmiertnie 9 listopada 1931 „za pracę w dziele odzyskania niepodległości”[7][1]
- Krzyż Walecznych – pośmiertnie 1 grudnia 1922 „za czyny orężne w czasie bojów Legionów Polskich”[8]